# Епине ле Сеген
Епине ле Сеген (фр. Epineux-le-Seguin) насеље је и општина у западној Француској у региону Лоара, у департману Мајен која припада префектури Лавал.
По подацима из 2011. године у општини је живело 235 становника, а густина насељености је износила 24,79 становника/km². Општина се простире на површини од 9,48 km². Налази се на средњој надморској висини од 92 метара (максималној 91 m, а минималној 37 m).

## Демографија
| 1962. | 1968. | 1975. | 1982. | 1990. | 1999. | 2011. |
| ----- | ----- | ----- | ----- | ----- | ----- | ----- |
| 273   | 295   | 209   | 205   | 197   | 172   | 235   |

График промене броја становника у току последњих година